# رؤیای خیام
نمایشنامهٔ رؤیای خیام (به فرانسوی: Le Songe de Khayyām)، نمایش نامه‌ای از موریس بوشور است.
در سال ۱۸۹۲ (میلادی) موریس بوشور Maurice Bouchor ‏(۱۸۵۵–۱۹۲۹)، شاعر و نمایشنامه‌نویس فرانسوی، نمایشنامه‌ای را با نام «رؤیای خیام» روی صحنه برد و در آن گفته بود که «من یکی از پیروان خیام هستم».